# Albannach (band)

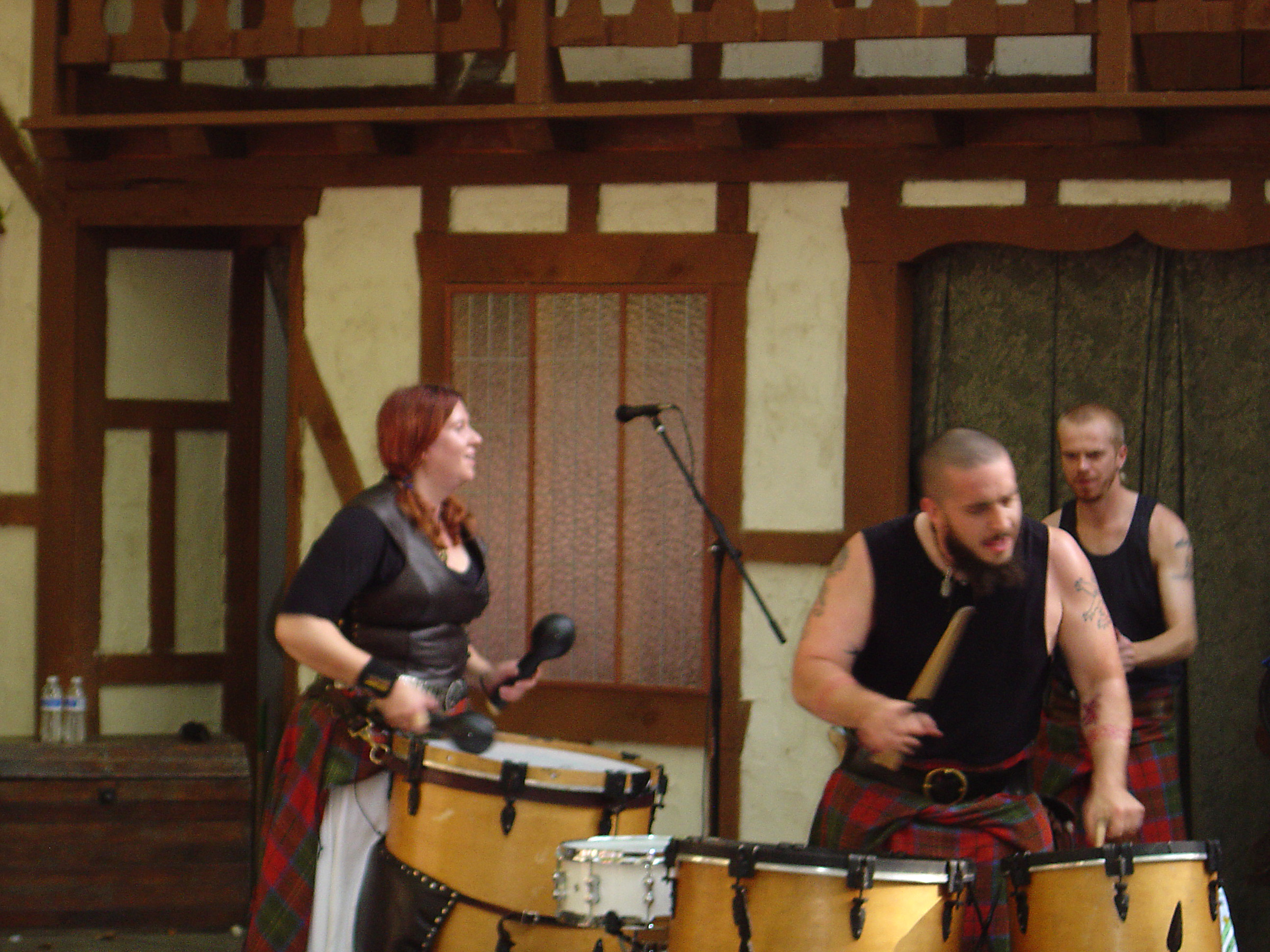
Albannach in oktober 2008

Albannach (Schots-Gaelisch voor "Schots" of "Schot") is een Schotse muziekgroep. Zij maken traditionele muziek met bass drum, bodhrán en doedelzak. De groep werd opgericht in 2005 en is nog steeds actief. De groep treedt vaak op tijdens de Schotse Highland Games en op andere (vaak culturele) activiteiten in Schotland en de rest van het Verenigd Koninkrijk. De groep is oorspronkelijk afkomstig uit Glasgow.

## Bezetting
- Donnie MacNeil (doedelzak)
- Colin Walker (drummer)
- Jacquie Holland (drummer)
- Jamesie Johnston (zanger en drummer)
- Aya Thorne (bodhrán)
- Davey 'Ramone' Morrison (bodhrán)

## Discografie

### Studio-albums
- Albannach (2006)
- Eye of the Storm (2007)[1]
- The Sub-Zero Sessions (EP) (2010)
- Bareknuckle Pipes & Drums (2011)

### Livealbums
- The Mighty Nach LIVE (2008)

### Video's
- Albannach Unleashed:Live At Grandfather Mountain (2006)
- Circa B.C. (2007)